# Liste der Universitäten in Maryland
Liste von Universitäten und Colleges im US-Bundesstaat Maryland:

## Staatliche Hochschulen
- Morgan State University
- St. Mary’s College of Maryland
- Uniformed Services University of the Health Sciences
- United States Naval Academy
- University System of Maryland
  - Bowie State University
  - Coppin State University
  - Frostburg State University
  - Salisbury University
  - Towson University
  - University of Baltimore
  - University of Maryland, Baltimore
  - University of Maryland, Baltimore County
  - University of Maryland, College Park
  - University of Maryland Eastern Shore
  - University of Maryland University College
- Virginia-Maryland Regional College of Veterinary Medicine

## Private Hochschulen
- Baltimore Hebrew University
- Baltimore International College
- Capitol College
- College of Notre Dame of Maryland
- Columbia Union College
- Goucher College
- Hood College
- Johns Hopkins University
- Loyola College in Maryland
- Maryland Institute College of Art
- McDaniel College
- Mount St. Mary’s University
- National Labor College
- St. John’s College
- St. Mary’s Seminary and University
- Sojourner-Douglass College
- Villa Julie College
- Washington Bible College
- Washington College
- Woodstock College (1869–1974)